# Alejo Sauras
Alejo Martín Sauras (Palma, 29 de juny de 1979) és un actor mallorquí, tot i que la seva infància, adolescència i joventut transcorregueren a Madrid.

## Biografia
Sauras va néixer a Palma, però va passar la seva adolescència i joventut a Madrid a Chueca.
Va ser mal estudiant, encara que va fer estudis de Formació Professional d'electrònica i aviónica i va aconseguir aprovar les oposicions per a Iberia, finalment va decidir dedicar-se al món de la interpretació i avui, malgrat la seva joventut, compta amb una extensa trajectòria professional com a actor tant en cinema com en teatre i televisió.
Va començar a formar-se en escoles d'art dramàtic com la de Cristina Rota mentre estudiava japonès a l'Escola Oficial d'Idiomes de Madrid. Això li serviria per arribar a representar dues obres teatrals amb aquesta llengua.
A partir d'allà va començar a aparèixer en algunes sèries de televisió (Menudo es mi padre, Compañeros, A las once en casa…) amb papers episòdics i el 1998 va debutar en el cinema amb una petita intervenció a la pel·lícula Mensaka.
Més tard es va incorporar a l'elenc d'actors de la sèrie de televisió Al salir de clase (1997-2001), en la que va encarnar un adolescent homosexual, Santi, intervenint en més 500 capítols entre els anys 1999 i 2000. Aquest personatge li va donar una gran popularitat, i arran d'ell va començar a convertir-se en un rostre familiar.
Posteriorment va participar en pel·lícules com Y decirte una estupidez, por ejemplo, te quiero (2000), o Diario de una becaria (2003) i va continuar fent algunes aparicions episòdiques a sèries de televisió (Siete Vidas, El Comisario). En aquesta època també va intervenir en multitud de curtmetratges.
En 2003 va participar en la segona temporada de Javier ya no vive solo, al costat d'Emilio Aragón. Poc després va començar a interpretar el paper de Raúl, el fill de Candela (Nuria González) i Fiti (Antonio Molero), en la sèrie Los Serrano. Aquest ha estat un altre dels personatges que més popularitat i reconeixement li han donat.
El 2005 va abandonar la seva imatge d'actor juvenil en acceptar un paper protagonista al film Bienvenido a casa, realitzat per David Trueba. Es va ficar a la pell d'un fotògraf que s'incorporava a una redacció d'un diari. Pilar López de Ayala, Concha Velasco, Jorge Sanz, Juan Echanove i Carlos Larrañaga van ser els seus companys de repartiment.
El 2006 va rodar el llargmetratge Café solo o con ellas del director novell Álvaro Díaz Lorenzo, amb Asier Etxeandía, Lucía Jiménez i Elena Ballesteros. El novembre del mateix any roda un altre llargmetratge al costat d'Imanol Arias, Lo que tiene el otro, dirigida pel valencià Miquel Perelló.
Posteriorment actuà als llargmetratges L'habitació de Fermat de Luis Piedrahita i Rodrigo Sopeña i Sexykiller, morirás por ella com un adolescent homosexual de Miguel Martí. També va fer un petit paper en la pel·lícula de Pedro Almodóvar, Los abrazos rotos.
L'octubre de 2008 es va estrenar la sèrie Cazadores de hombres on Alejo és el protagonista al costat d'Emma Suárez on interpreta "El Tila", un delinqüent habitual i col·laborador d'Ana Leal (Emma Suárez). És expert coneixedor dels baixos fons i la seva principal missió és ajudar a Anna a atrapar Serguei Yakutov, l'assassí de la família d'Ana Leal.
A principis de 2010 Alejo va ser una de les incorporacions de la segona temporada de la sèrie Acusados a Telecinco.

## Formació
- Graduat escolar al C.P. Alcalde de Móstoles (Madrid).
- F.P. 1 i 1r F.P. 2. Electrònica a l'escola professional Institució La salle (Madrid)
- Anglès: Nivell 3 certificat pel Consell Britànic.
- Japonès: Dos anys cursats en la E.O.I. Madrid.
- Interpretació: Texts clàssics, classes amb Joan Llaneras. Madrid, 1997.
- Teatre: Classes basades en texts de Shakespeare amb la Fundació Shakespeare dirigits per Manuel Ángel Conejero, a l'Ateneu de Madrid, 1998.
- Art dramàtic: 1r i 2n any a l'Escola de Cristina Rota.
- 1 any a Bululú 2120 amb Antonio Malonda.
- Coneixements de ball (jazz), donats per Sue Samuels, Broadway Dance Center, Nova York, 2001.

## Filmografia

### Cinema

#### Llargmetratges
| Personatge                   | Títol                                              | Any  | Gènere                       | Direcció                         |
| ---------------------------- | -------------------------------------------------- | ---- | ---------------------------- | -------------------------------- |
| Carlos                       | Química i prou                                     | 2015 | Comèdia                      | Alfonso Albacete                 |
| (Contacte por Internet)      | Contáct@me (TV Movie)                              | 2009 | Drama                        | Miguel Perelló                   |
| Alex                         | Los abrazos rotos                                  | 2009 | Thriller                     | Pedro Almodóvar                  |
| Bubu                         | Mentiras y gordas                                  | 2009 | Comèdia                      | Alfonso Albacete i David Menkes  |
| Alex                         | Sexykiller, morirás por ella                       | 2008 |                              | Miguel Martí                     |
| Galois                       | L'habitació de Fermat                              | 2007 | Misteri; novel·la de suspens | Luis Piedrahita i Rodrigo Sopeña |
| Lucio                        | Lo que tiene el otro                               | 2007 | Comèdia                      | Miquel Perelló                   |
| Pedro                        | Café solo o con ellas                              | 2007 | Comèdia                      | Álvaro Díaz Lorenzo              |
| Samuel                       | Bienvenido a casa                                  | 2006 | Comèdia; Drama; Romanç       | David Trueba                     |
| Rodney Hojalata              | Robots                                             | 2005 | Doblatge d'animació          | Carlos Saldanha i Chris Wedge    |
| Cristóbal                    | H6: Diario de un asesino                           | 2005 | Horror; Novel·la de suspens  | Martín Garrido Barón             |
| David                        | Mentides (TV Movie)                                | 2004 | Drama                        | Miquel Perelló                   |
| Santi "Tiburón"              | Atrapats (TV Movie)                                | 2003 | Drama                        | Criso Renovell Farré             |
| Raúl                         | Diario de una becaria                              | 2003 | Comèdia; Drama               | Josetxo San Mateo                |
| Carmelo                      | La mujer de mi vida                                | 2001 | Drama                        | Antonio del Real                 |
| Gobi                         | Y decirte alguna estupidez, por ejemplo, te quiero | 2000 | Comèdia                      | Antonio del Real                 |
| Xaval autobús (Alejo Martín) | Mensaka                                            | 1998 | Misteri; novel·la de suspens | Salvador García Ruiz             |

#### Curtmetratges
| Títol               | Any  | Direcció                         |
| ------------------- | ---- | -------------------------------- |
| Macarra             | 2005 | Jimmy Barnatán; Fernando Guisado |
| Egos de trapo       | 2003 | Pedro Collantes                  |
| La Naranja Perfecta | 2003 | Cristina M. Torralba             |
| Sorete              | 2003 | Juanjo Moya                      |
| Tus labios          | 2002 | Isabel de Ocampo                 |
| Expendedora         | 2001 | Santiago Tabernero               |
| Paréntesis          | 1999 | Indalecio Corugedo               |
| Surfavela           | 1998 | Carlos Moriano                   |
| Verbena             | 1998 | Indalecio Corugedo               |
| Copia Nueva         | 1997 | Indalecio Corugedo               |

### Televisió

#### Papers fixos
| Sèrie                     | Canal d'emissió | Anys                        | Personatge           | Capítols |
| ------------------------- | --------------- | --------------------------- | -------------------- | -------- |
| Al salir de clase         | Telecinco       | 1999-2001                   | Santi Rivelles       | 404      |
| Los Serrano               | Telecinco       | 2003-2008                   | Raúl Martínez Blanco | 147      |
| Cazadores de hombres      | Antena 3        | Octubre 2008- Desembre 2008 | El Tila              | 8        |
| Acusados                  | Telecinco       | 2009-                       | Pablo Alonso         | 10       |
| 14 de abril. La República | TVE             | 2011                        |                      |          |

Estoy vivo TVE 2017

#### Papers episòdics
| Serie                  | Canal TV   | Anys      | Personatge        | Capítols |
| ---------------------- | ---------- | --------- | ----------------- | -------- |
| Javier ya no vive sólo | Telecinco  | 2003      | Óscar Paniagua    | 3        |
| Siete Vidas            | Telecinco  | 2001-2002 | Edi               | 2        |
| Cuéntame cómo pasó     | La Primera | 2002      | Amigo de Marta    | 2        |
| El comisario           | Telecinco  | 2000      | Jose              | 1        |
| A las once en casa     | La Primera | 1998      | Carlos            | 2        |
| Compañeros             | Antena 3   | 1998      | (Amigo de Isabel) | 2        |
| Una de dos             | La Primera | 1998      | Joaquin           |          |
| Maridos y mujeres      | La Primera | 1997      |                   |          |
| Menudo es mi padre     | Antena 3   | 1997      | Curro             |          |

### Teatre
- Volveremos a hablar de esta noche (tardor, 2002).
- La Gallina Ciega (2002). Escrita i Dirigida per Jaime Palacios.
- Tonari No Ojiisan (abril, 1997). Representada en japonès.
- Manuke Mura (desembre, 1996). Representada en japonès.
- La Ínsula Barataria (maig 1996). Extracte del Quixot.

## Premis
- Premi San Pancracio 2007 al Festival de Càceres al millor actor per Bienvenido a casa.

## Dades d'interès
- Alejo Sauras ha quedat molt identificat amb una generació d'actors gràcies a la seva participació, interpretant un jove homosexual anomenat Santi a Al salir de clase una sèrie que va promocionar tots els seus intèrprets: Mariano Alameda, Elsa Pataky, Pilar López de Ayala, Lucía Jiménez, Javier Pereira, Rubén Ochandiano, Iván Hermes, Sergio Peris Mencheta, Carmen Morales, Miguel Ángel Muñoz
- Ha estat veí de Daniel Guzmán.
- Algunes de les seves aficions són la fotografia, la lectura, esports de risc com el paracaigudisme i les motos i viatjar.
- Ha participat com a convidat en programes televisius com Silenci? de TV3, Pasapalabra i Buenafuente d'Antena 3, Dos rombos de TVE o Lo + Plus i Magacine de Canal +.